# Fiat Concord
Fiat Concord est la filiale argentine du constructeur italien Fiat, implanté dans ce pays depuis l'année 1919.

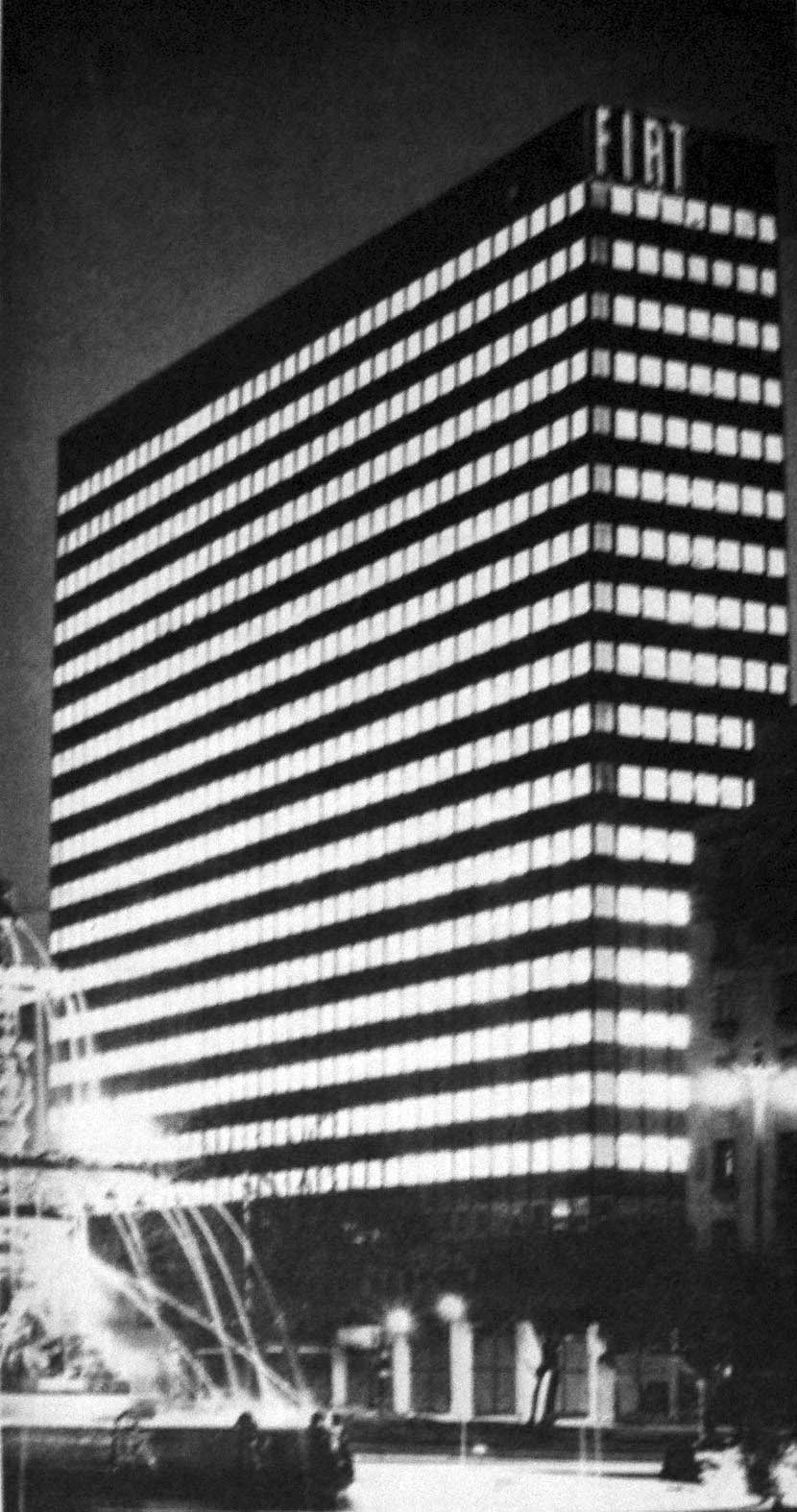
Vision nocturne du siège social Fiat Concord, Torre Mirafiori. Calle Cerrito, Viamonte. Buenos Aires, Argentine

Le groupe Fiat, en Argentine, avait plusieurs activités de productions industrielles :
- tracteurs agricoles,
- automobiles,
- poids lourds et autobus,
- matériel ferroviaire.

## Historique de FIAT Concord
Le logo Fiat Concord a toujours eu un fond rouge alors que le logo Fiat comportait des losanges argent sur fond noir, puis bleu, comme sur la calandre de la Fiat 125 ci-dessous.
- 1900 : les productions de FIAT Italie sont importées en Argentine par les immigrants italiens.
- 1919 : création d'une structure officielle d'importation à Buenos Aires : FIAT Argentina SA. Les produits importés sont des automobiles, des camions, des autobus et des tracteurs agricoles.
- 1949 : FIAT Argentina crée Agromecanica S.A.C.I.F., filiale spécialisée dans la maintenance des engins agricoles Fiat Trattori importés d'Italie.
- 1952 : FIAT cède une licence de fabrication de tracteurs à IAME pour le marché argentin.
- 1954 : création de FIAT SOMECA qui incorpore IAME et devient le premier constructeur de tracteurs agricoles d'Argentine. Inauguration de l'usine FIAT SOMECA de la Ferreyra à Córdoba.
- 1955 : création d'une autre usine à Córdoba pour la fabrication de grands moteurs industriels et de FIAT Grandes Motores Diesel, filiale de Fiat Grandi Motori Trieste Italie.
- 1957 : Fiat Ferroviaria Italie reçoit la commande de 300 locomotives diesel des chemins de fer Argentins et crée une usine spécifique, toujours à Córdoba, Fiat Materfer.
- 1958 : inauguration de l'usine FIAT Materfer de Córdoba destinée à devenir le fournisseur officiel des compagnies de chemin de fer d'Amérique latine.
- 1959 : le gouvernement argentin réglemente l'industrie automobile afin de favoriser l'essor des productions locales. FIAT décide, comme d'autres constructeurs, notamment américains, de créer un site de production local pour satisfaire à la loi qui imposait un taux d'intégration local de 70 %. Le 30 septembre, le gouvernement argentin délivre une autorisation à FIAT Argentine pour la fabrication de voitures automobiles sur son territoire.
- 08/04/1960 : la nouvelle usine de la filiale argentine FIAT CONCORD, située à Caseros produit sa première voiture, une FIAT Concord 600 en tous points identique au modèle original italien. En milieu d'année, une seconde chaîne de fabrication voit le jour, destinée à la production de la Fiat 1100D, 4 000 exemplaires de ce modèle seront produits dans l'année.
- 1962 : la Fiat 600 évolue et la version 600D voit le jour avec une motorisation renforcée.
- 1963 : en fin d'année, la FIAT 1100D après 23.152 ex. produits est remplacée par la Fiat 1500.
- 1964 : les premières exportations à destination du Chili voisin commencent. FIAT disposait d'une usine au Chili Fiat Chile destinée au montage des modèles 600D et Fiat 1100D.
- 1965 : la gamme FIAT 1500 s'élargit avec l'apparition des modèles 1500 Cupè et Multicarga un pick-up à l'américaine. Présentation de la Fiat 770, un coupé jamais produit en grande série Italie par FIAT mais par le carrossier Vignale. Cette voiture sera également produite en Allemagne par Fiat Neckar.
- 1966 : la Fiat 770 évolue et est rebaptisée 800 et est complétée avec une version spider. La FIAT 1500 subit une augmentation d'empattement et devient FIAT 1500C baptisée "largo". Ce modèle sera spécifique à l'usine FIAT Concord Argentine
- 1967 : FIAT Concord est le premier constructeur argentin avec 23 % du marché. La production dépasse les 40 000 unités par an.
- 1968 : lancement de la seconde série de la FIAT 1500. Une version rallye voit le jour.
- 1969 : la FIAT 1500 est remplacée par la Fiat 1600, qui sera remplacée en 1972 par la Fiat 125. Création de la division Fiat V.I. Argentina qui construit maintenant localement les camions et autobus destinés au marché d'Amérique latine. La production de camions commence à l'usine de Ferreyra (province de Córdoba) avec les modèles 619N et 619T[1], à un rythme initial de 2 à 3 véhicules par jour.
- 1970 : Lancement de la FIAT 1600 Cupè. Modèle exclusivement argentin due au carrossier italien Vignale et jamais construit par FIAT en Italie. La version 1500 Spider de Pininfarina identique au modèle italien est aussi fabriquée. Arrêt des FIAT 800 Cupè et Spider produits respectivement à 7 807 et 1 120 exemplaires.
- 1971 : lancement de la Fiat 128 - voiture révolutionnaire à l'époque - identique au modèle italien. La production FIAT Concord dépasse 60 000 unités et un effectif de 4 250 personnes. Création de IAVA S.A., une sorte d'ABARTH Argentin, destiné à la préparation de véhicules aux prestations plus élaborées.
- 1972 : la gamme FIAT 1600 est remplacée par la Fiat 125. Les exportations se développent, des véhicules en CKD pour Fiat Chile au Chili, des véhicules complets vers la Colombie et l'Uruguay, des moteurs de FIAT 128 vers la Yougoslavie où FIAT Zastava démarre la fabrication de la Z 101. Lancement de la FIAT 128 IAVA, dérivée de la FIAT 128 Rally italienne.

Faits divers : le 21 mars 1972, Oberdan Guillermo Sallustro, directeur général de Fiat Concord est pris en otage par l'Armée Révolutionnaire du Peuple Argentin et sera exécuté le 10 avril 1972. En 1974, Fiat lancera le camion Fiat 673 pour lui rendre hommage.
- 1977 : lancement de la Fiat 133, dérivée de l'original SEAT mais avec des motorisations locales de la FIAT 600 E et S.
- 1980 : à l'époque, Peugeot avait une filiale locale qui produisait la 504 berline au rythme de 15 000 exemplaires par an. Afin de rentabiliser les installations, il fut décidé de regrouper les deux entités FIAT Concord et Peugeot et de créer, comme ils l'avaient déjà fait plus tôt en Europe, Sevel Argentina. Peugeot revendra sa petite participation en 1982 et Fiat cèdera la sienne à la l'entreprise argentine Magri Group en 1995. En 1996, Fiat crée une nouvelle société filiale, Fiat Auto Argentina. La FIAT 125 est restylée et est baptisée FIAT 125 Mirafiori. Lancement de la 2e série de la FIAT 128 baptisée 128 Europa.

FIAT et Peugeot (PSA) travaillent ensemble depuis longtemps dans le domaine des véhicules utilitaires en Europe. Citroën s'est servi du Fiat 242 pour créer son clone le Citroën C35, en 1968, puis ils ont créé SEVEL Sud en Italie pour la fabrication d'un autre fourgon à succès le Fiat Ducato - le fourgon le plus produit au monde - et ses dérivés : le Peugeot J7, le J5 et le Citroën C25, devenus ensuite Peugeot Boxer et Citroën Jumper.
- 1982 : la Fiat 600 après une production record pour l'Argentine de 300 000 véhicules et la FIAT 133 sont remplacées par la Fiat 147 identique à l'original brésilien.
- 1984 : arrêt des activités de IAVA.
- 1985 : lancement de la Fiat Regatta, identique au modèle italien mais avec 2 T !
- 1987 : lancement de la Fiat Duna, modèle réservé à l'Amérique latine et importé peu de temps en Italie. C'est une Fiat Uno avec un coffre, la Duna a existé en break 3 puis 5 portes.
- 1989 : lancement de la Fiat Uno, identique à la version Brésilienne, et ses dérivés à coffre et Break baptisés Fiat Elba.
- 1990 : arrêt de la fabrication de la FIAT 128 Europa.
- 1995 : l'aventure de Sevel Argentina se termine. FIAT Argentina décide la construction d'une usine ultra moderne toujours à Cordoba, son site historique, sur le modèle de l'usine de Melfi, dans le sud de l'Italie. Études et conception Fiat Engineering et COMAU, cette usine est encore aujourd'hui, en 2010, la plus robotisée et la plus productive au monde.
- 20/12/1996 : à peine 18 mois après le démarrage des travaux, Fiat Impresit livre l'usine clés en mains pour une production de 1 200 véhicules par jour. L'investissement a été de 600 M$.
- 04/04/1997 : démarrage de la fabrication de la famille Fiat 178, connues sous le nom de Fiat Palio, Fiat Siena et Fiat Strada.
- 2000 : l'Amérique Latine et l'Argentine en particulier sombrent dans une profonde crise économique. L'industrie automobile est la première victime de la réduction de la consommation et des restrictions financières. La monnaie est dévaluée quasiment chaque semaine par rapport au dollar. Les ventes chutent de moitié.
- 31/12/2002 : FIAT Argentine suspend la fabrication de voitures mais conserve ses usines pour la fabrication de parties mécaniques - moteurs et boites de vitesses - qui sont exportées vers le Brésil essentiellement. Toutes les FIAT produites en Amérique latine proviennent de la filiale FIAT Automoveïs de Betim - État du Minas Gerais au Brésil.

FIAT reste toujours la marque préférée des Argentins et est la plus vendue dans le pays depuis sa création en 1960.
- 01/06/2007 : FIAT investit 60 M€ pour reprendre la production de la Fiat Siena, dans sa dernière version actualisée, dans l'usine de Cordoba. 50 000 exemplaires annuels sont prévus.
- 01/01/2008 : la fabrication de la Fiat Siena MY2008 reprend dans l'usine de Cordoba rééquipée pour ce modèle.
- 23/03/2008 : Fiat effectue un investissement complémentaire de 300 M US$ dans son usine de Cordoba pour y fabriquer la Fiat Palio, dont la production est insuffisante au Brésil par Fiat Automoveïs pour satisfaire la demande. De plus, un nouveau moteur Flex de 1,9 litre est mis en fabrication. Le potentiel atteindra 600 000 voitures par an en 2012.
- 2011 : Fiat recrute 1 500 nouveaux salariés pour préparer le début de la production de la nouvelle Palio, Tipo 326.
- 2016 : Fiat débloque un investissement de 600 M$ pour agrandir son usine de Cordoba pour y fabriquer un nouveau modèle connu sous le nom de code X6H, une berline tricorps dérivée de la bicorps Fiat Argo, fabriquée au Brésil dès en juin 2017. Le modèle en question est la Fiat Cronos, présentée l'année suivante.

## Les tracteurs agricoles
Le constructeur italien Fíat a produit des tracteurs agricoles en Argentine depuis 1952 jusqu'en 1979 sous la marque Fiat Someca Concord et plus tard, entre 1987 et 1993, dans une deuxième étape sous la marque Agritec. Fiat a construit une nouvelle usine en 2011 et fabrique actuellement plusieurs modèles indifféremment sous les marques Case et Fiat New-Holland.

### Histoire
Le premier tracteur agricole fabriqué en Argentine fut le IAME Pampa en janvier 1952. Ce tracteur était dérivé du modèle du constructeur allemand Lanz AG. C'est le constructeur italien Fiat qui avait conçu, construit et équipé l'usine de tracteurs pour le compte de l'État argentin et qui devait en assurer l'assistance technique.
À peine huit mois après que le développement de l'industrie des machines agricoles ait été déclaré d'intérêt national, le 11 août 1952, l'État argentin signe une convention avec IAME et la division machines agricoles Fiat Trattori du groupe italien Fiat de Turín pour créer une usine de production de tracteurs agricoles modernes à Córdoba, quartier La Ferreyra, selon le Décret No 4075/52.
L'usine produit son premier tracteur, un Fiat Someca Concord 55R en 1954. Le 11 octobre 1956, à 12h20, le 5 000e tracteur sort de l'usine Fiat-Someca Concord et début décembre 1957, Fiat-Someca Concord fête le tracteur No 10000.
Fiat Someca Concord va mettre en production de très nombreux modèles :
- 411R & 411T en 1958,
- .211R en 1961,
- 780 en 1962,
- 450 en 1963,
- 650 Universal/Standard en 1967,
- 700E / 700S / 700U en 1971
- 1100 en 1977. Ce sera le dernier modèle produit sous la marque Fiat Someca Concord.

En raison de la crise économique et financière qui frappe les pays d'Amérique du Sud, les ventes chutent précipitamment à partir de 1978. Cette année-là, le nombre de tracteurs fabriqués tombe à 4.591, puis à 3.658 l'année suivante. L'usine Fiat Concord de Sauce Viejo, située en face de l'aéroport, sur la route 11, ferme ses portes en décembre 1981 après avoir délocalisé la production de tracteurs dans un des ateliers de Fiat Materfer mais la fabrication sera arrêtée en décembre 1983. Toutes les nouvelles machines agricoles FiatAgri vendues en Argentine ont été ensuite importées du Brésil ou d'Italie.
En 1988, la situation économique du pays semblant s'améliorer, la demande de tracteurs neufs était redevenue une réalité suffisante pour inciter des industriels argentins à investir et à reprendre la production. La société Agritec est créée pour racheter à la filiale agricole de Fiat Concord, devenue la holding du groupe Fiat en Argentine, l’ancienne usine FiatAgri de Sauce Viejo, laissée à l'abandon. Rapidement remise en état, l'usine reprend la fabrication de tracteurs FiatAgri Série 100 / 110 / 120 sous licence partielle jusqu’en 1992. Mal gérée, la société Agritec S.A. fera faillite (selon plusieurs sources) entre fin 1992 et février 1993.
Après avoir subi une crise économique qui aura duré presque 20 ans, l'économie de l'Argentine a repris une lente croissance à partir de 2004 et Fiat a attendu le 26 avril 2011 pour annoncer officiellement son retour dans le pays avec un investissement de 100 millions de US$ pour la construction d'une nouvelle usine pour la production de machines agricoles à Córdoba
Voici la liste complète des modèles de tracteurs fabriqués en Argentine :

### IAME
- IAME Pampa

### FIAT Someca Concord
- 55R (1954-58)[6]
- M40
- M45 (1956-64)[7]
- M45 "cañero" (1956-64)[8]
- M50 (1956-64)[9]
- U-25 (1956-61)[10]
- 60R (1957-64)[11]
- 411R / 411T (1958-64)[12]
- SuperSom 55 (196.-6.)[13]
- 431R (1961-64) (1961-64)[14]
- 211 R (1961-72)[15]
- 780R (1962-70) (1.026 ex fabriqués)[16],[17]
- 350R (1962-71)[18]
- 450R (1963-71)[19]
- 650U / 650E (1967-79)[20]
- 600E / 600E DT / 600F (1971-79)[21]
- 700E / 700S /700U (1971-79)[22]
- 500R (1972-79)[23]
- 800 / 800E / 800A(1974-81)[24]
- 900A / 900E (1974-80)[25]
- 1100E / 1000A / 1100E DT (1977-81)[26]

Le Fiat 1100 sera le dernier modèle produit sous la marque Fiat Concord.

### FIATAGRITEC
- 100 / 100 DT (1988-93)[27]
- 115 (1988-93)[28]
- 120 / 120 DT (1988-93)[29]
- 140-90 (1988-92)[30]
- 2000F (1991-93) (récolteuse de coton automotrice)[31]

## Les dérivés automobiles IAVA

### La création de IAVA
IAVA en Argentine représente un peu l'équivalent d'Abarth en Italie. La légende a commencé au début des années 1970 lorsque le mardi 14 décembre 1971, IAVA S.A.C.I.F y M. - Industria Argentina de Vehículos de Avanzada - a été créée avec la participation majoritaire des concessionnaires argentins Fiat et les intérêts minoritaires de Fiat Concord.
Le conseil d'administration de cette société prestigieuse, était présidé par M. Jérôme Grossi mais le mentor de l'équipe technique furent Juan Carlos et Miguel Angel, de véritables génies avec Galluzzi Fisanotti, chargé du développement et bien d'autres qui ont contribué à faire que IAVA soit aujourd'hui devenue une légende.

### Les modèles dérivés Fiat IAVA
Dépendant de Fiat depuis sa création, la première réalisation de IAVA sera la Fiat 128 TV 1100 où TV signifie Turismo Veloz, réputée pour ses innovations technologiques dans les voitures construites en petites séries et dont les spécificités les plus importants sont un filtre à air et un collecteur d'admission spécial permettant l'utilisation d'un carburateur Weber 40/40 13 qui portait la puissance du moteur Fiat de 55 à 71 HP ce qui surprit même les ingénieurs les plus réticents. À l'intérieur, trônait sur la planche de bord, un extraordinaire volant sport en aluminium en forme de X équipé d'un coussin gonflable, ce qui deviendra ensuite un coussin gonflable de sécurité (« airbag »). À l'extérieur, la carrosserie était décorée des insignes caractéristiques de la marque, les rayures sur le capot et ses jantes en alliage léger, qui augmentaient la distance entre roues de 62 mm. Tout ceci faisait de la Fiat 128 TV, une voiture totalement révolutionnaire pour les années 1970. Après ce premier succès, en 1974, Fiat lance le moteur 1 300 cm3 sur la Fiat 128 et IAVA présente la Fiat 128 TV 1300 dans sa première version de 82 HP. En 1977, apparait la seconde version avec 88 HP.
C'est avec ces versions successives du modèle Fiat à grand succès en Amérique latine, que fut la Fiat 128 dans les années 1970 ; que les dérivés IAVA resteront dans la mémoire collective argentine et qui ancreront IAVA, la marque aux quatre hexagones, dans la légende automobile avec la Fiat 128 TV IAVA produite de 1972 à 1982. Le modèle qui suivra, perdra ses caractéristiques antérieures avec une carrosserie plus familiale que sportive. La Fiat 128 Europa sera déclinée en Fiat Iava 128 TV 1300 Europa avec 90 HP.
IAVA s'est toujours enorgueilli d'avoir développé des moteurs Fiat avec des caractéristiques de moteurs Ferrari ayant des rapports de puissance de 79,13 ch au litre comparé à la Ferrari 512 BB et ses 72,84 ch au litre. Il faut dons souligner ici la redoutable solidité et fiabilité des moteurs Fiat, ce que certains n'auraient encore pas accepté.
Les Fiat 128 TV 1300 102 HP et TV Europa sont dérivées, comme tous les autres modèles du préparateur, du modèle grand public de la Fiat 128 et 128 Europa, dernière version de la Fiat 128 3e série, connue également en Europe. IAVA n'en produira que 50 exemplaires de la 128 TV 102 HP et 60 exemplaires de la 128 TV Europa.
Après les modèles Fiat 128 qui ont fait la légende de IAVA, au début des années 1980 apparaît le modèle Fiat 133 T avec un moteur de 903 cm3 développant 50 HP. La version de base était celle de la Seat 133 espagnole revue et équipée du moteur Fiat 127, puis vint la version 133 TOP avec quelques modifications esthétiques. Ce modèle n'a pas eu la reconnaissance du public et sera vite remplacé par la Fiat 147 Sorpasso, équipée d'un moteur dérivé de la 128 TV ramené à 90 HP, avec un look unique dû à son aileron arrière. Seulement 404 unités ont été produites.

### Versions limitées
- Kikito : lancé au milieu des années 1970 avec sa carrosserie en mousse de polyuréthane haute densité, semblable à un buggy avec un moteur de Fiat 128 et la boîte de 4 la Fiat 600, ce fut un petit quad idéal pour la plage et les terrains accidentés.
- Berlinetta Coupé : lancée à la fin des années 1970, 2 exemplaires seulement ont été fabriqués à la main avec sa carrosserie en fibre de verre. La mécanique reprenait celle de la Fiat 128-1300 TV portée à 1 500 cm3 avec une boîte à 5 rapports. D'une beauté unique et très confortable, c'était une Ferrari Argentine.
- Coupe Fiat 125 SE 78 : son lancement se situe à la fin des années 1970. Très peu d'exemplaires ont été produits. Sa belle carrosserie en fibre de verre avait un spoiler et un aileron, deux bandes sur les côtés, des jantes en alliage et un collecteur d'échappement spécial, des amortisseurs renforcés ont fait de cette beauté une véritable bombe.
- Super Europa 1300 Personal : on ne sait pas grand chose de ce modèle qui n'a été produit qu'à seulement 6 exemplaires plus un de la version S. Ce sera le dernier modèle fabriqué par IAVA. Ce modèle visait à procurer davantage de confort avec des fonctionnalités très innovantes d'un point de vue du sport, le chaînon manquant de IAVA. Il faut noter que le modèle a été fait par IAVA et Sevel Argentina, l'unité qui regroupa Fiat et Peugeot en Argentine pendant quelques années.
- Duna SCX : lancé à la fin des années 1980, c'est le dernier modèle Fiat qui sera traité par IAVA avant sa disparition. On estime que 500 exemplaires ont été produits avec un moteur Fiat 1 500 cm3 développant 90 HP et toujours avec des personnalisations intérieures et extérieures qui la distinguent d'une Fiat Duna de série. Ce modèle a été produit par Sevel mais jamais homologué par IAVA.

### Prototypes
- Coupé Mara : ainsi baptisé en l'honneur d'une race de lapin très rapide qui vit dans le sud du pays, ce coupé a été conçu avec une carrosserie entièrement en fibre de verre équipé de la mécanique de la Fiat 128 TV 1100, développé en 1971, avait une vitesse maximale de 170 km/h. Les sièges étaient du type hamac et le réservoir d'essence était en néoprène.
- Fiat 728 (600+128) : ce projet a été présenté en 1971. Il utilisait la mécanique de la Fiat 128 IAVA TV 1100 dans une carrosserie de Fiat 600 en position longitudinale. Il a permis le développement du projet Kikito.
- Moteur 1300 porté à 1 600 cm3 : ce projet remonte à 1974 en vertu des règles nationales applicables en Formule 2, avec de grands développements techniques au niveau européen similaire à la Formule 1 Cosworth. Les caractéristiques de ce moteur étaient vraiment étonnantes pour l'époque, tirer plus de 182 ch DIN à 13 000 tours par minute.
- Formula IAVA : monoplace construite en 1975 et équipée du moteur de la Fiat 128 1300 TV 100HP avec des freins à disque aux quatre roues avec la suspension avant dérivée de la Fiat 128. Une idée innovante pour créer une formule nationale très économique qui n'a malheureusement pas été suivie.
- Moteur marin 125 : développé en 1976. Des moteurs haut de gamme seront produits pour équiper des bateaux. Cela montre la polyvalence des activités des ingénieurs de IAVA.
- IAVA Lady : version conçue à la fin des années 1970 sur la base de la Fiat 128 Europa, pour conquérir la clientèle féminine. Ces deux versions de couleur champagne disposaient d'un intérieur en cuir Holando brun et l'autre en cuir de vachette gris.